# Тодоринка Панчева
Тодоринка (Дора) Вълчева Панчева е български учен, физик, доктор на физическите науки, професор.

## Биография
Родена е на 11 март 1949 година в Ловеч. Завършва специалност “Метеорология” във Физическия факултет на Софийския университет „Климент Охридски“ през 1972 г. и защитава докторантура през 1976 г. в същия университет. Става доктор на физическите науки през 2008 г. Работи в Националния Институт по Геофизика, Геодезия и География към БАН. Председател е на Националния Комитет по Геодезия и Геофизика. Има публикувани множество научни статии и доклади.
Дора Панчева е редактор на списанията „Българско Геофизично Списание“, „Солнечно-земная физика“, „Journal Geophysical Research – Space Physics“, „Solar-Terrestrial Physics“ и други. Била е гост професор в Университета на Индонезия в Джакарта, където е водила лекциите „Динамика на флуидите“ и „Динамична метеорология“. Водила е лекции „Космическа геофизика“ във Физическия факултет на Софийския университет.

## Научни интереси
Дора Панчева работи в областта на физика на йоносферата, структура и динамика на средната и висока атмосфера и процесите на свързване в системата атмосфера-йоносфера.